# Kitzmiller (Maryland)
Kitzmiller es un pueblo ubicado en el condado de Garrett en el estado estadounidense de Maryland. En el año 2010 tenía una población de 321 habitantes y una densidad poblacional de 458.47 personas por km².

## Geografía
Kitzmiller se encuentra ubicado en las coordenadas 
39°23′22″N 79°11′0″O / 39.38944, -79.18333.

## Demografía
Según la Oficina del Censo en 2000 los ingresos medios por hogar en la localidad eran de $25.000 y los ingresos medios por familia eran $29.167. Los hombres tenían unos ingresos medios de $21.528 frente a los $16.563 para las mujeres. La renta per cápita para la localidad era de $12.365. Alrededor del 21,5% de la población estaba por debajo del umbral de pobreza.